# 흑자도산
흑자도산(黑字倒産)은 손익계산서 상으로는 흑자 상태임에도 불구하고, 자금 회전이 잘 안 되는 관계로 법인 등이 도산해 버리는 것을 가리킨다.

## 흑자 도산의 요인
상품매매의 결제는 일반적으로 외상거래로 1개월 정도, 어음결제의 경우 3개월~6개월 후의 결제가 되며, 그 사이는 이익은 계상되어도 현금은 들어오지 않는다. 그 사이에 경비 지불 등에 의해 자금 회전이 어려워지면서 흑자 도산에 빠진다.
보통은 수개월분의 결제를 견딜 수 있을 만큼의 운영 자금을 보유한 채 운영하지만, 거래처로부터의 지불 지연이나 어음의 부도(연쇄 도산), 융자의 부결 등으로 자금 계획에 문제가 생기면서 발생하기 쉽다.
한편 적자결산인데 도산하지 않는 기업도 다수 존재한다. 즉, "계산상으로는 맞는데 현금이 모자라는" 상황에서는 기업이 즉시 도산하지 않는다. 도산하는 원인이 있기에 그 결과의 하나를 나타낸 것에 지나지 않는다.

## 같이 보기
- 흑자와 적자
- 어음
- 현금흐름